# Boulevard de la Madeleine (single)
Boulevard de la Madeleine is de zevende single van The Moody Blues.
Denny Laine en Clint Warwick waren in augustus 1966 vertrokken en nieuw materiaal was er nog niet. Decca Records putte met deze single uit materiaal dat nog op de plank lag, want de nieuwe samenstelling van The Moody Blues was er nog niet. Boulevard is wederom gecomponeerd door het duo Denny Laine en Mike Pinder en gaat over een jongeman, die verliefd is op een Française en afgesproken heeft op deze straat in Parijs. De liefde bleek van één kant te komen; ze komt niet opdagen. De Franse sfeer wordt weergegeven door accordeonachtige klanken. Feakes zag een ambitieus nummer dat richting hun grotere succes, maar Justin Hayward en John Lodge moesten nog komen.
B-kant werd gevormd door This Is My House (But Nobody Calls) geschreven door hetzelfde duo; de schrijver zit eenzaam en verlaten thuis; zelfs een levensteken van een muis is welkom.
Boulevard en This Is stonden geen van beide op een elpee. Ze werden bijgeperst toen The Magnificent Moodies een heruitgave beleefde in 1988. Ze verschenen wel op het verzamelalbum voor de Nederlandse markt: On Boulevard de la Madeleine. Het haalde de Veronica Top 40 niet, maar stond wel jarenlang genoteerd in de Radio 2 Top 2000.
In 1976 verscheen een cover van het nummer op de elpee First of all van Pussycat.

## NPO Radio 2 Top 2000
| Nummer met noteringen in de NPO Radio 2 Top 2000 | '99 | '00 | '01 | '02 | '03 | '04 | '05 | '06 | '07 | '08 | '09 | '10  | '11  | '12 | '13 | '14  | '15  |
| ------------------------------------------------ | --- | --- | --- | --- | --- | --- | --- | --- | --- | --- | --- | ---- | ---- | --- | --- | ---- | ---- |
| Boulevard de la Madeleine                        | 751 | 666 | 576 | 737 | 855 | 764 | 773 | 679 | 885 | 736 | 814 | 1003 | 1018 | 929 | 909 | 1090 | 1572 |

1. ↑  Een vetgedrukt getal geeft de hoogste notering aan.
2. ↑  Deze tabel is bijgewerkt tot en met de laatste editie (2024).

## Evergreen Top 1000
| Evergreen Top 1000 | Evergreen Top 1000 | Evergreen Top 1000 | Evergreen Top 1000 | Evergreen Top 1000 | Evergreen Top 1000 | Evergreen Top 1000 | Evergreen Top 1000 | Evergreen Top 1000 | Evergreen Top 1000 | Evergreen Top 1000 | Evergreen Top 1000 | Evergreen Top 1000 | Evergreen Top 1000 | Evergreen Top 1000 | Evergreen Top 1000 | Evergreen Top 1000 |
| Jaar               | 2008               | 2009               | 2010               | 2011               | 2012               | 2013               | 2014               | 2015               | 2016               | 2017               | 2018               | 2019               | 2020               | 2021               | 2022               | 2023               |
| ------------------ | ------------------ | ------------------ | ------------------ | ------------------ | ------------------ | ------------------ | ------------------ | ------------------ | ------------------ | ------------------ | ------------------ | ------------------ | ------------------ | ------------------ | ------------------ | ------------------ |
| Positie            | -                  | -                  | -                  | -                  | -                  | 141                | 172                | 131                | 154                | 164                | 160                | 179                | 145                | 233                | 219                | 211                |